# Landrecies
Landrecies (Nederlands: Landeschie) is een gemeente in het Franse Noorderdepartement (Frans: département du Nord) (regio Hauts-de-France). De plaats maakt deel uit van het arrondissement Avesnes-sur-Helpe. Landrecies  telde op 1 januari 2022 3.414 inwoners.

## Geografie
De oppervlakte van Landrecies bedroeg op 1 januari 2022 21,7 vierkante kilometer; de bevolkingsdichtheid was toen 157,3 inwoners per km².

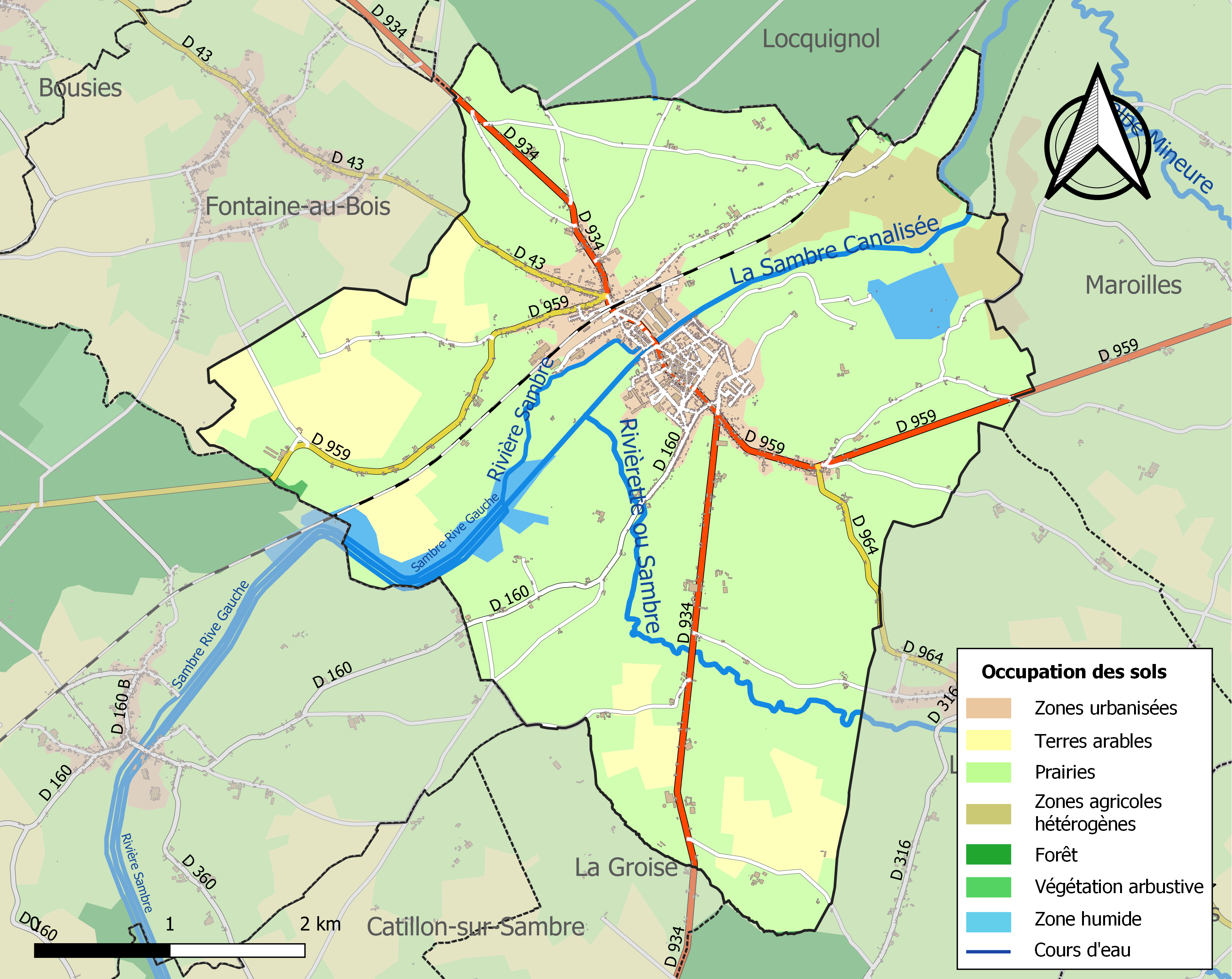
Kaart van de gemeente met belangrijkste infrastructuur, bodemgebruik en omliggende gemeenten

## Geboren in Landrecies
- Joseph François Dupleix, gouverneur-generaal van de Franse kolonie in India

## Verkeer en vervoer
In de gemeente ligt spoorwegstation Landrecies.

## Demografie
Onderstaande figuur toont het verloop van het inwonertal (bron: INSEE-tellingen).